# Þáttr Ólafs Geirstaða álfs
Þáttr Ólafs Geirstaða álfs (”Olav Geirstadalvens saga”) är en isländsk kortsaga som i Flateyjarbók har infogats i storsagan om Olav den helige (Ólafs saga hins helga hin mesta). Sagans huvudperson är den norske småkungen Olav Gudrödsson (Ólafr Guðrøðarson), som levde på 800-talet. Han var son till den mäktige Gudröd jaktkonung (veiðikonungr) och bror till Halvdan svarte, Harald hårfagres far. Olav är också omtalad i Ynglingasagan och näst sista strofen i Tjodolfs Ynglingatal är tillägnad honom. Olav hade sitt residens på gården Geirstad (Geirstaðir) i Vestfold på västra stranden av Oslofjorden.
Tillnamnet Geirstaðaálfr – alven från Geirstad – fick Olav efter sin död då han troddes ha blivit alv eller landvätte. Enligt sagan offrade bönderna till honom för att tillförsäkra sig om god årsväxt. Samma sak berättas också om Olavs broder, Halvdan svarte, som efter sin död blev skyddsande över fyra fylken.
Men då Olav Tryggvason hade blivit kung i Norge tycks den döde Olav Gudrödsson ha kommit till insikt om att en ny tidsålder var i annalkande. Han bestämde sig då för att återfödas som Olav Haraldsson ”den helige”. Därmed blev han också brorsons sonsons sonson till sig själv.

## Handling
Sagan handlar om två drömmar.

### Olavs dröm
Kung Olav på Geirstad sägs i en dröm ha sett en stor svart tjur som från öster drog fram över landet och med sitt fnysande dräpte en stor hop människor. Olavs egen hird föll också offer för tjuren, och till sist han själv. Olav uppfattade drömmen som ett förebud om en kommande farsot. Han sammankallade därför ett ting och bad männen att resa en stor gravhög. I denna skulle de offra silver, och när Olav själv var död skulle han med dessa gravgåvor sättas i högen.
Drömmen besannades. När Olav hade lagts i högen avtog farsoten, men efteråt kom ett stort oår med svält. Då började man offra till den döde kungen, som under sin levnad haft god lycka med årsväxten. Det var nu han fick tillnamnet ”Geirstads alv” (Geirstaðaálfr).

### Hranes dröm
Därefter omtalas en man vid namn Hrane (Hrani) – en fosterbror till Harald Grenske – som någon gång under Olav Tryggvasons regering (995–1000) i en dröm uppsöktes av den döde kung Olav på Geirstad. Den döde bad Hrane att samla folk och bryta upp gravhögen. Allt det silver och gods som fanns i högen skulle männen få som byte, men den uppgift som gavs åt Hrane krävde utförliga instruktioner. Han skulle plundra likets kropp. Först skulle han ta den dödes guldring samt kniven och bältet som var spänt omkring honom. Sedan skulle han ta svärdet som låg i den dödes knä, draga ut det och hugga huvudet av liket samt därefter sätta det rätt tillbaka på kroppen igen. Då skulle nog alla övernaturliga makter släppas loss, gissade drömgestalten. Det skulle bli stort gny och väsen, ljusen skulle slockna och de flesta av Hranes män skulle fly i skräck.
Men Hrane som hade nerver av stål skulle ta bältet, ringen och svärdet och föra dem till Harald Grenske på Grenland i Viken. Dennes hustru Åsta Gudbransdotter låg nämligen i barnsnöd, men barnet vägrade komma så man visste sig ingen råd. Hrane skulle hjälpa henne, föreslog drömgestalten – men bara på villkor att hon lovade att han fick råda över barnets namn:
| Sedan skall du lägga bältet om henne. Då skulle jag tro att hennes tillstånd snabbt förbättras. Hon kommer då att föda ett barn, en stor och duktig gosse. Honom skall du ge namnet Olav. Han skall få min ring och svärdet Bæsingr. | Síðan skaltu leggja um hana beltit, þá þiki mér von at skjótt muni skipast um hag hennar; hún mun þá barn fæða, ok mun þat sveinn vera bæði mikill ok jóðligr; þú skalt Ólaf láta heita; honum gef ek hrínginn ok sverðit Bæsíng. |  |

Självfallet gick det precis så som drömgestalten hade förutsett. Det barn som föddes var Olav Haraldsson ”den helige”, uppkallad efter sin förfader ”alven” Olav på Geirstad. Men Hrane fick också ett personligt råd i drömmen: ”Drag norrut till Olav Tryggvason. Antag den tro som han bjuder, återvänd sedan till Viken och håll dig till den unge Olav; det kommer att bli din lycka att följa honom så länge som möjligt.” 

## Tolkningar
Sagan belyser alvernas roll inom förfäderskulten: Döda förfäder har trotts kunna övergå till alvernas värld. Efter sin död troddes Olav bli en alv, och man offrade för äringen vid hans gravhög. Men i berättelsen om högbrottet beskrivs han också som draug (ett levande lik). För att bli återfödd måste han halshuggas så att själen skulle frigöras från kroppen. Kanske var det också därför som graven plundrades på gods – ingenting lämnades som kunde hålla själen kvar i graven. Men den dödes statussymboler, ringen och svärdet, gavs till den nyfödde. Det var också viktigt att barnet fick den dödes namn. Kanske har man trott att något av den dödes själ följde med namnet.
Att den  ”återfödde” och den nyfödde tillhörde samma ätt var vad man kunde förvänta. Till skillnad från dem som brändes på bål, vilkas själar kanske for den genaste vägen till det hinsides, var det de höglagdas själar som dröjde sig kvar hemma vid ättegården och kunde återfödas. Det var de egna förfäderna som kom tillbaka. Denna tro tycks även framgå ur den praxis som har tillämpats vid namngivning av nyfödda. Döda förfäders namn har givits till barnen – inte levande fränders.
Drottning Åsta botades genom att Hrane band ”alvens” bälte om hennes liv. Genast förbättrades hennes tillstånd och barnet föddes. Den metod som här beskrivs är en variant av smöjning och innebär en symbolisk pånyttfödelse. Den nyfödde gosse, som föddes genom ”alvens” bälte, blev således född och pånyttfödd på samma gång. Barnet gavs därefter ”alvens” namn, Olav, och ringen och svärdet som hämtats i ”alvens” gravhög, överlämnades till Åsta mot löfte att hon gav dem till sin son. Detta gjorde hon också ”när han var åtta vintrar gammal”, berättar Flateyjarbók. ”Föremålen från den kungliga gravhögen i Vestfold är alltså viktiga symboler i berättelsen om helgonkungens liv”, summerar Gro Steinsland.

## Ett tillägg
Längre fram i storsagan om Olav den helige i Flateyjarbók finns ett kort tillägg som anknyter till berättelsen om Olavs födelse. Det sägs att kung Olav en dag med sin hird passerade förbi gravhögen på Geirstad. En av hirdmännen frågade då: ”Säg mig, herre, var du höglagd här?”
| ” | Konungen svarade: ”Aldrig har min själ haft två kroppar och kan inte ha det vare sig nu eller på Uppståndelsens dag. Om jag sade annat skulle det inte finnas någon sanning i mig.” Hirdmannen sade: ”Det sägs att när du förra gången kom till denna plats sade du ’här har vi varit och härifrån farit’.” ”Detta har jag aldrig sagt”, sade konungen, ”och kommer heller aldrig att säga det.” Och konungen var mycket upprörd och satte genast sporrarna i hästen och flydde från platsen så fort han kunde. | „ |

Inte oväntat bekräftar konungens svar den kristne sagaskrivarens syn på folklig vidskepelse – men berättelsen är knappast historisk. Vad Olav Haraldsson själv trodde vet vi inte, men det är tydligt att det har funnits en folktro att kung Olav ”den helige” var den återfödde Olav Gudrödsson från Geirstad.
Tankar om reinkarnation antyds på flera ställen i de norröna texterna, men oftast blir det inte mer än antydningar. Tydligast kommer trosföreställningen till uttryck i Helgekvädena i den poetiska Eddan där tre inkarnationer redovisas för hjälten Helge. Först var han Helge Hjörvardsson, sedan Helge Hundingsbane och därefter Helge Haddingjaskati. Han behöll således namnet ”Helge” i tre liv, men hans käresta, valkyrian Svava, fick nya namn varje gång hon föddes. Efter Svava blev hon Sigrun och senare Kåra. Om valkyrian Brynhild sägs i Sigurðarkviða in skamma att hon förhoppningsvis inte skulle återfödas sedan hon bestigit bålet. Detta nämns för ovanlighetens skull i den poetiska huvudtexten. Annars är det den kristne sammanställaren av dikterna som i korta prosatillägg passar på att ta avstånd från okristna tankar. I andra kvädet om Helge Hundingsbane står det exempelvis: ”I forna tider trodde man att människor blevo återfödda, men det kallas nu käringskrock.”